# لیتل پکستون
لیتل پکستون (به انگلیسی: Little Paxton) یک محله مدنی و روستا در بریتانیا است که در هانتینگدونشر واقع شده‌است. لیتل پکستون ۳٬۲۴۴ نفر جمعیت دارد.